# Marie Carlsson
Marie Carlsson, född 1970, är en svensk författare.
Marie Carlsson var krönikör i Nerikes Allehanda 1986–2008 och i Motala Tidning, Vestmanlands Läns Tidning och 24i Bergslagen under början av 2000-talet. Gav 2007 ut den uppmärksammade debattboken Fettpaniken på Ordfront. Har drivit det lilla skönlitterära förlaget Hilaris förlag (tidigare Ekhaga förlag). Marie Carlsson har varit förlagschef på läromedelsförlaget Liber och En bok för alla och grundade 2017 Bonnierförlagen Lära (numera en del av Studentlitteratur). Hon har suttit i styrelserna för Föreningen Svenska Läromedel, Bonus Copyright Access och stiftelsen En läsande klass. Hon debuterade i april 2024 som skönlitterär författare med deckaren Statsrådet och glöden som hon har skrivit tillsammans med  Sten Tolgfors. Boken var finalist i Lava förlags stora manustävling 2022. 
Ett av Marie Carlssons kännetecken som krönikör är hennes återkommande sammanställningar av citat, under rubriken Bakom flik 2 i Filofaxen.